# 一つ買うともう一つ無料

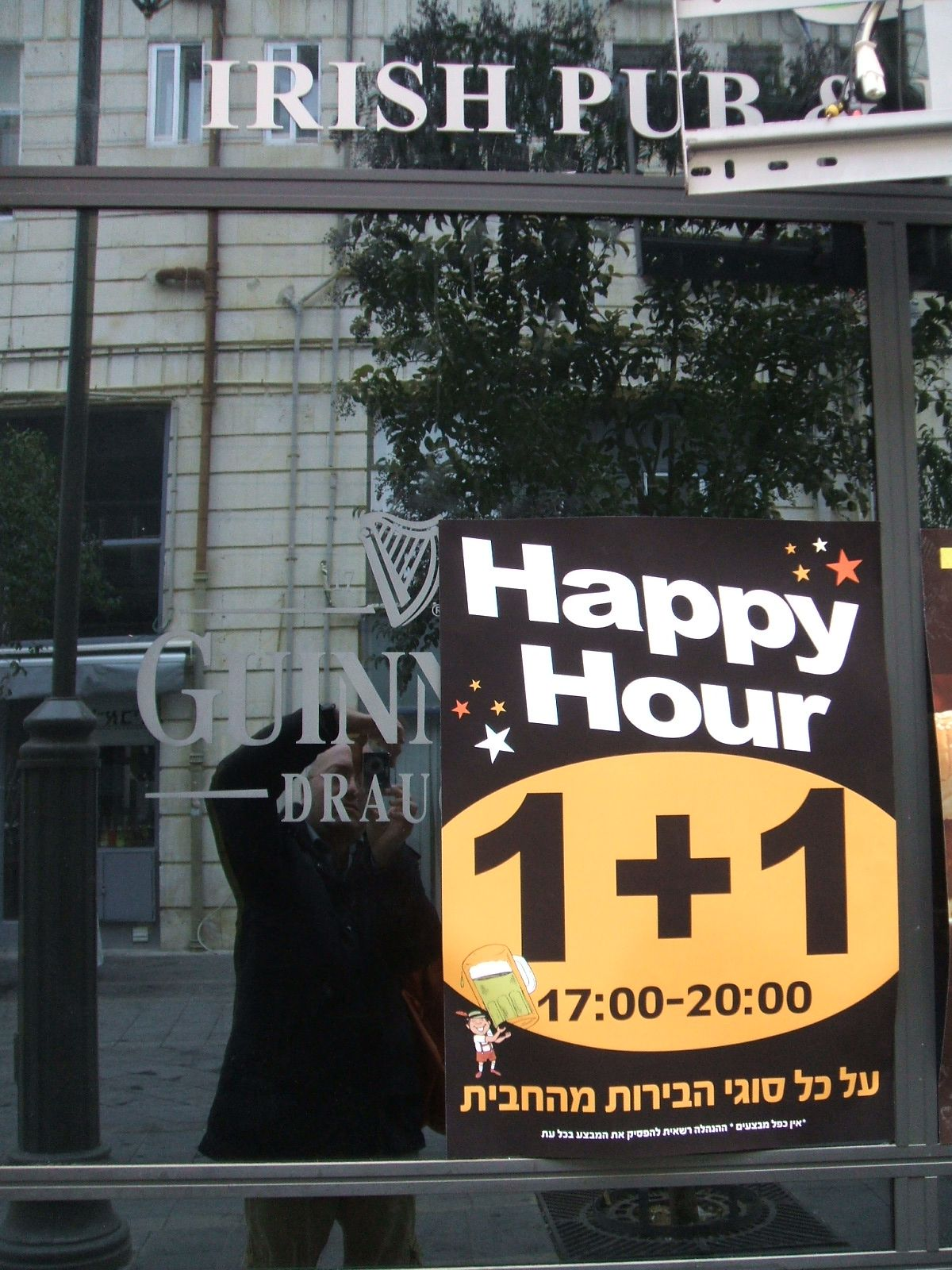
とあるパブ（エルサレム）のハッピーアワー時の掲示サイン: 「生ビールを1杯頼むともう1杯無料」

「一つ買うともう一つ無料」（ひとつかうともうひとつむりょう、英語: Buy one, get one free）は、販売促進(en:sales promotion)の手法である。二つで一つ分（two-for-one）ともいう。エコノミストのアレックス・タバロックは、原価2ドルのピザを一枚当たり10ドルで販売するモデルを使って、「一つ買うともう一つ無料」は商品二つを同時に売りつけることで利益を増大させていると指摘し、純粋な半額とは異なることを指摘している。また、フォナンシャルプランナーの花輪陽子は、こうしたキャンペーンを展開することで、知り合いを連れた来店・購入が増え、広告の役割を果たす点を指摘している。起業家で世界の数十か国を訪れたことのある太田英基は、教育レベルの高くない国においては、「○% OFF」という表現では、値引き後の値段を即座に計算できない顧客が少なくないことを挙げ、簡潔に「値引き」の額を示す効用があるのではないかと示している。 
英語圏では、"Buy one, get one free"の頭字語に由来するBOGOF（ボグオフ、ボゴフ）が使われることもある。

## 各国における事情

### イギリス
イギリスでは、 食品ロスをめぐる懸念から、「二つで一つ分」の宣伝が批判されてきた。食品には、賞味期限・消費期限の短いものがあり、こうした食品は消費者が期限までに消費しきれない可能性が高いためである。 
スーパーマーケットは、「一つ買うともう一つ無料」の宣伝によって肥満率の増加に寄与してしまっていると非難されている。2012年、イースト・アングリア大学のノーリッチビジネススクールは、「一つ買うともう一つ無料」の対象となっている食品を調査した。その結果、こうした宣伝の対象となる食品は、チョコレート、菓子、ソフトドリンクなどの健康的でない食品が多いことがわかった。2014年、保健省は業界に対して「責任ある」取引の発展を奨励し、「二つで一つ分」の広告の禁止を検討した。 
2020年7月、ボリス・ジョンソン首相は、肥満が新型コロナウイルス感染症の重症化リスクを高めるという研究報告と、自身も肥満（当時110キログラム以上）が寄与因子となり新型コロナウイルス感染症に罹り、集中治療室で治療を受けるほど重症化した苦い経験から、ジャンクフードに対する広告規制を実施すると表明した。その広告規制の中には、ジャンクフードに対する「一つ買うともう一つ無料」広告の禁止も含まれている。 

### 日本
日本においては、「一つ買うともう一つ無料」の宣伝は一般的でないが、例がないわけではない。
ドミノ・ピザが、持ち帰りについて2012年から「BUY 1 GET 1 FREE」キャンペーンを展開していた。このキャンペーンは、新型コロナウイルス感染症の影響により、自宅での飲食が増えた一方で2枚も食べられないという単身者世帯の不満を解決する観点から、1枚から半額キャンペーンへと昇華し、従来の「BUY 1 GET 1 FREE」は2020年6月14日で終了した。
Uber Eatsでは、2020年6月29日から7月12日の期間、特定店舗の特定商品に対して「1つ頼むともう1つ無料」キャンペーンを展開した。このキャンペーンが適用される店舗として、マクドナルド、ケンタッキーフライドチキン、バーガーキング、ロッテリア、クリスピー・クリーム・ドーナツなどがあった。
日本においてこうした販売促進を行う上で問題となるのが、不当景品類及び不当表示防止法（景品表示法）である。この点、「景品類等の指定の告示の運用基準について」（昭和52年4月1日事務局長通達第7号、平成26年12月1日消費者庁長官決定最終改正）によれば、「取引通念上妥当と認められる基準に従い、ある商品又は役務の購入者に対し、同じ対価で、それと同一の商品又は役務を付加して提供すること」については、「正常な商慣習に照らして値引と認められる経済上の利益」であるとみなされ、したがって景品類に関する規制を受けない。

### シンガポール
シンガポールでは、「一つ買うともう一つ無料」を “one for one” と呼んでおり、この one for one が多岐にわたって利用されている。花輪陽子が指摘するところによれば、シンガポールではマスメディアがそれほど発展していないため、one for one による口コミ的販売促進手法が有効に働くのだという。

### 中国
中国語では「買一送一」（マイイーソンイー、拼音: mǎi yī sòng yī、「買1送1」「買一贈一」などとも）といい、広く普及している。
台湾で「買一送一」が普及した理由は、不動産価格が高いため親と同居する世帯が多く、まとめ買いのニーズが高いから、とも言われる。

### アメリカ合衆国
冒頭部分で挙げた効用に加えて、アメリカ合衆国では「プライス・アジャストメント」という独特の商慣習の影響もある。これは、購入後一定期間内に商品が値引きされた際、商品の購入を証明することで、購入時価格と値引後価格の差額を返金してもらえるというものである。こうした商習慣があるため、「値引き」の形をとると返金対応に追われるところ、「一つ買うともう一つ無料」を用いることで販売価格そのものを変えることなく、実質的に値引きでき、「プライス・アジャストメント」を回避することができる。

## 類似の販売促進手法
小売業者は様々な販売促進手法を駆使して、売り上げを増加させ、新しい顧客を誘引し、従来の顧客を維持しようとしている。一部の国では、「一つ買うともう一つ無料」の広告を打ち出す前に、一定期間その価格で商品を販売することを求める法令が存在する。購入点数や割引率を変更した類似の販売促進手法として、以下がある   。

### 購入点数や割引率の変更
- 1つ買うともう一つ半額
- 商品Aを一つ買うと商品B一つが無料[25]
- 三つで二つ分の価格
- 3点で○○円
- 6冊買うと7冊目が無料 - 18世紀イギリスの書店ウィリラム・メアーズ（英語版）が学術書の販売で用いていた[26]

### 送料の特典
- ○○円以上購入で送料無料